# Кошиці II (округ)
Округ Ко́шиці II — міський район зі статусом округу міста Кошиці.

## Населення
| Рік:            | 1994.  | 2004.   | 2014.   | 2024.   |
| --------------- | ------ | ------- | ------- | ------- |
| Кількість осіб: | 82 110 | 79 934  | 82 479  | 77 914  |
| Різниця:        |        | -2,65 % | +3,18 % | -5,53 % |

| Рік:            | 2023.  | 2024.   |
| --------------- | ------ | ------- |
| Кількість осіб: | 78 385 | 77 914  |
| Різниця:        |        | -0,60 % |